# 奥古斯丁龍屬
奧古斯丁龍屬（學名：Agustinia）是蜥腳下目恐龍的一個屬，生存於白堊紀早期的南美洲。如同其他蜥腳類恐龍，奧古斯丁龍是四足的植食性恐龍。被發現的一個腓骨約有89.5公分長。若與其他恐龍的同一骨頭相比，奧古斯丁龍的身長可以有約15米長。过去奥古斯丁龙曾被复原为有着独特“装甲”的一种恐龙，但现在已被确认属于復原錯誤。

## 命名
奧古斯丁龍的屬名是要紀念化石發現者，奧古斯丁·馬蒂內利（Agustin Martinelli）。在1998年，著名阿根廷古生物學者約瑟·波拿巴（Jose Bonaparte）將牠們正式命名，屬名稱為「Augustia」。但由於該屬名已由一種甲蟲所有，故波拿巴於1999年更改為「Agustinia」，並建立奧古斯丁龍科（Agustiniidae），以包含奧古斯丁龍。奧古斯丁龍只有一個種，學名為利加布奧古斯丁龍（A. ligabuei）；種名是為紀念慈善家利加布博士（Dr. Giancarlo Ligabue），他曾資助發掘此恐龍的化石。

## 化石

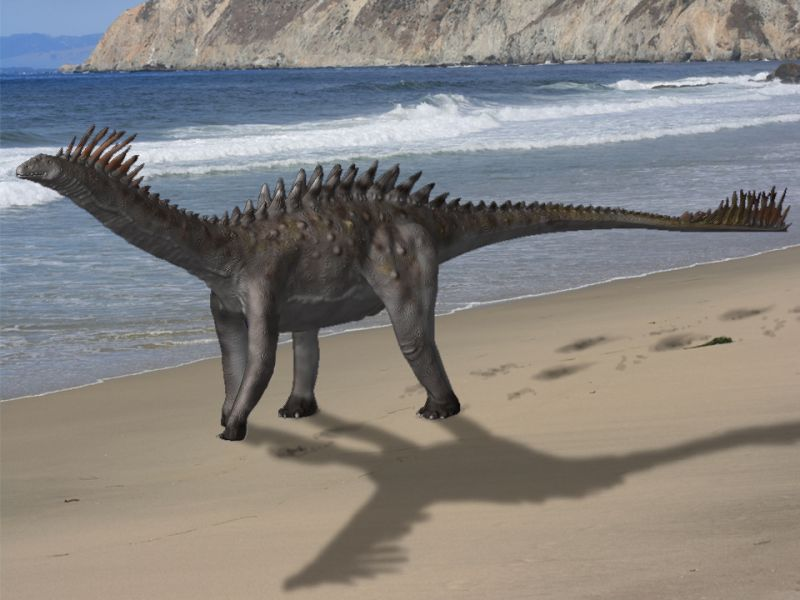
過時的奧古斯丁龍復原圖，其身上的棘刺如今被認為屬於肋骨與骨盆。

奧古斯丁龍的化石是發現於阿根廷內烏肯省的Lohan Cura地層，地質年代估計可追溯至白堊紀的阿普第階至阿爾布階，距今約1億1600萬到1億年前。
被發現的只有破碎的化石。這些包括有背部、臀部及尾部的脊椎碎片，九塊形狀奇怪、連接至脊椎的骨板或尖刺。後肢的腓骨、脛骨及五塊蹠骨也被發現。其中也有股骨，但過於碎裂而難於搜集。

## 分類
由於奧古斯丁龍的獨特特徵，牠最初被分類在自己的奧古斯丁龍科中。但是這個科名卻不被廣泛接納。因為奧古斯丁龍的化石過於碎裂的關係而難以被分類。但因為牠同時有梁龍超科及泰坦巨龍科的特徵，而同樣地是生活於下白堊紀的阿根廷，所以奧古斯丁龍有很大可能是屬於其中之一。除非有更完整的化石被發現，否則很難清楚是屬於哪一個分類。

## 外部連結
- The Dinosauricon （页面存档备份，存于）內奧古斯丁龍的相片 （页面存档备份，存于）